# Wimille
Wimille é uma comuna francesa na região administrativa de Altos da França, no departamento de Pas-de-Calais. Estende-se por uma área de 22,24 km². Em 2010 a comuna tinha 4 111 habitantes (densidade: 184,8 hab./km²).